# Assedio di Cannanore (1507)
L'assedio di Cannanore fu un assedio di quattro mesi, da aprile ad agosto 1507, tramite il quale le truppe del governatore locale, il Kōlattiri Raja di Cannanore, nel Kerala (India), sostenuto dalla Zamorin di Calicut e dagli Arabi, cercò di debellare la guarnigione portoghese della sua città, stanziata nel Forte Sant'Angelo di recente costruzione. Quest'assedio fece seguito alla battaglia di Cannanore (1506) nella quale la flotta dello Zamorin era stata sconfitta dai portoghesi.

## Antefatto
All'inizio del 1501, poco dopo l'apertura delle ostilità tra l'ammiraglio portoghese Pedro Álvares Cabral della Seconda Armata d'India (Cabral, 1500) e lo Zamorin (il "Re del mare") di Kozhikode (pt. Calicut), il Kōlattiri Raja di Kannur (pt. Cannanore) invitò invece i portoghesi a commerciare nei mercati delle spezie della sua città. Furono firmati trattati e al tempo della Quarta Armata d'India (Gama, 1502) fu istituita una feitoria della Corona, difesa da una piccola palizzata. Al tempo della Settima Armata d'India (Almeida, 1505), Dom Francisco de Almeida, il primo viceré portoghese delle Indie, ottenne il permesso di erigere una vera fortezza in pietra, Castel Sant'Angelo, a Cannanore. La guarnigione della fortezza di 150 uomini fu posta sotto il comando di D. Lourenço de Brito.
Il vecchio Kolathiri Raja che aveva energicamente perseguito l'alleanza portoghese morì nel 1506. Poiché la successione era contestata, lo Zamorin di Calicut, come formale sovrano della costa del Kerala, nominò un arbitro per selezionare i candidati. Il nuovo Kolathiri Raja di Cannanore era di conseguenza in debito con lo Zamorin e meno incline ai portoghesi.
Le ostilità furono in gran parte dovute al fatto che i portoghesi affondarono una nave indiana e uccisero l'equipaggio ricucendole le vele e gettandole in mare, perché non trasportavano uno dei Cartaz, i passaggi che i portoghesi imponevano a tutti navi della regione. Tali lasciapassare dovevano essere firmati dal comandante di Kochi o da Cannanore. La popolazione del vicino stato di Kōlattunād fu molto irritata da questo evento e chiese al loro sovrano, il Kōlattiri, di attaccare i portoghesi.

## L'assedio

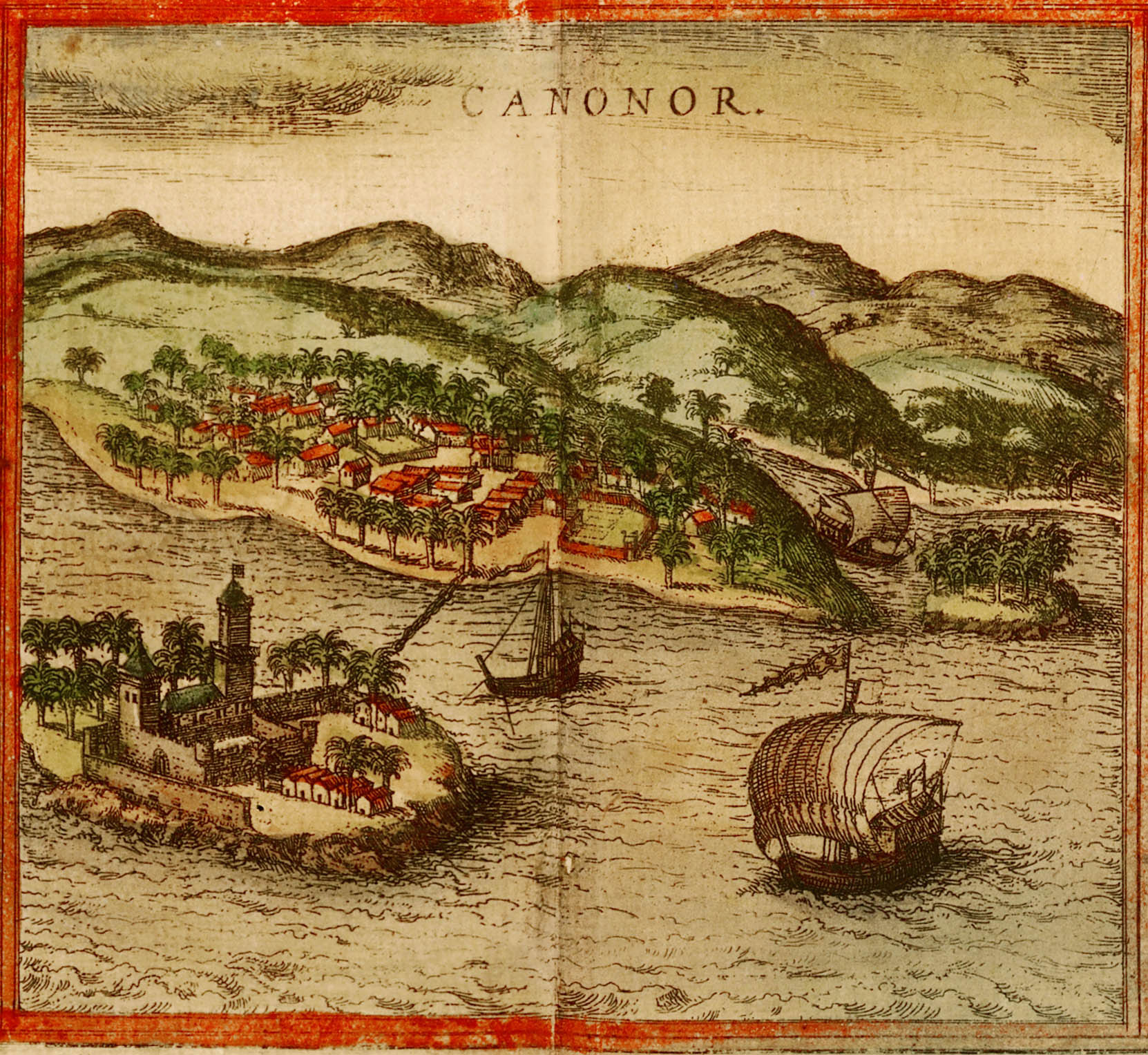
Kannur (pt. Cannanore) - ill. in

L'assedio iniziò il 27 aprile 1507 e sarebbe durato quattro mesi.
Il Kōlattiri aveva 40 000 Nair attaccare la posizione. Lo Zamorin fornì al sovrano di Cannanore 21 pezzi di artiglieria e 20 000 ausiliari.
La potenza di fuoco della guarnigione di Brito gli permise di respingere massicci attacchi di migliaia di uomini. L'assedio entrò presto in una situazione di stallo, con le trincee dei Malabari protette dal fuoco dei cannoni portoghesi da muri di balle di cotone e i portoghesi costretti a languire per fame. Il rapporto dettagliato del cronista Castanheda sull'assedio afferma che furono poi sorpresi – e salvati – da un'ondata di aragoste che si arenò sulla spiaggia limitrofa il 15 agosto. Un grande assalto prima del festival di Onam ha quasi sopraffatto i difensori ma alla fine fu respinto, pur lasciando la gran parte della guarnigione portoghese ferita.
La guarnigione portoghese era sul punto di essere sopraffatta, quando il 27 agosto apparve una flotta di 11 navi al comando di Tristão da Cunha, l'Ottava Armata d'India (Cunha, 1506), proveniente da Socotra. La flotta sbarcò 300 soldati portoghesi, sloggiando gli assediati e salvando la fortezza.
La pace fu negoziata tra i portoghesi e il Kōlattiri Raja, confermando la continua presenza dei portoghesi a Cannanore e la ripresa del loro accesso ai suoi mercati delle spezie. Questi eventi sarebbero poi stati seguiti dalla sconfitta dei portoghesi nella battaglia di Chaul nel 1508.

### Esplicative
1. ↑  Logan (p. 314) identifies the offending captain as "Gonçalo Vaz" and suggests he was acting on his own.

### Bibliografiche
1. 1 2 3 4 5 6 7 8 9 10 11 12  (EN) Logan W, Malabar manual,  p. 314ff.
2. 1 2 3  Diffie 1977, p. 233.
3. ↑  Barros, Dec. ... Lib.2 pp.344-45.
4. ↑  Castanheda, p. 158.

### Fonti
- (PT) Albuquerque L de (a cura di), Memória das Armadas que de Portugal passaram à Índia [...], facsimile celebrativo, Lisbona, Academia das Ciências, 1979  [1568].
- (PT) António de Ataíde, Codex Add. 20902, in Relação das Náos e Armadas da India com os Sucessos dellas que se puderam Saber, para Noticia e Instrucção dos Curiozos, e Amantes da Historia da India. ed. in (PT) Maldonado MH (a cura di), Relação das Náos e Armadas da India com os Sucessos dellas que se puderam Saber, para Noticia e Instrucção dos Curiozos, e Amantes da Historia da India, Biblioteca Geral da Universidade de Coimbra, 1985.
- (PT) Duarte Barbosa, O Livro de Duarte Barbosa, traduzione di Dames ML, rist., Nuova Delhi, Asian Education Services, 2005  [1518].
- (PT) João de Barros, Décadas da Ásia: Dos feitos, que os Portuguezes fizeram no descubrimento, e conquista, dos mares, e terras do Oriente, 1552-1559.
- (PT) Luís de Camões, I Lusiadi, 1571.
- (PT) Fernão Lopes de Castanheda, História do descobrimento e conquista da Índia pelos portugueses, 1833  [1551-1560].
- (PT) Gaspar Correia, Lendas da Índia, Lisbona, Academia Real das Sciencias, 1858-64  [1550].
- (PT) Damião de Góis, Crónica do Felicissimo Rei D. Manuel, 1566–67.
- (LA) Girolamo Osorio, De rebus Emmanuelis, traduzione di Gibbs J, Londra, Millar, 1752  [1586].

### Studi
- (EN) Brummett P, Ottoman Seapower and Levantine Diplomacy in the Age of Discovery, New York, SUNY Press, 1994, ISBN 0-7914-1701-8.
- (EN) Christ G, Trading Conflicts: Venetian Merchants and Mamluk Officials in Late Medieval Alexandria, Brill, 2012, ISBN 9789004221994.
- (EN) Crowley R, Conquerors: How Portugal Forged the First Global Empire, 2015.
- (EN) Diffie B, Foundations of the Portuguese Empire, 1415–1580, University of Minnesota Press, 1977, ISBN 0-8166-0782-6.
- (EN) Kerr R, General History and Collection of Voyages and Travels, arranged in a systematic order, Project Gutenberg at University of Columbia, 1881.
- (EN) Kuzhippalli-Skaria M, Portuguese and the Sultanate of Gujarat, 1500-1573, Nuova Delhi, Mittal Publishers & Distr., 1986.
- (EN) McGregor AJ, A military history of modern Egypt: from the Ottoman Conquest to the Ramadan War, ABC-CLIO, 2006.
- (EN) Monteiro S, Portuguese Sea Battles Volume I – The First World Sea Power, Lisbona, Editora Sá da Costa, 2011.
- (EN) Newitt MDD, A history of Portuguese overseas expansion, 1400–1668[collegamento interrotto], Routledge, 2004.
- (EN) Peters FE, Mecca: a literary history of the Muslim Holy Land, Princeton University Press, 1994.
- (PT) Pissarra J, Chaul e Diu, 1508 e 1509: O Domínio do Índico, Lisbona, Tribuna da História, 2002.
- (EN) Subrahmanyam S, The Career and Legend of Vasco da Gama, Cambridge University Press, 1997.
- (EN) Subrahmanyan S, The Portuguese Empire in Asia, 1500-1700 - A Political and Economic History, Londra, Longmans, 1993, ISBN 0-582-05068-5.
- (EN) Whiteway RS, The Rise of Portuguese Power in India, 1497-1550, Westminster, Constable, 1899.